# Eleccions parlamentàries finlandeses de 1908
Les eleccions parlamentàries finlandeses del 1908 es van celebrar el dia 8 d'abril de 1908. El partit més votat fou el socialdemòcrata.
El tsar rus Nicolau II havia dissolt el primer parlament finlandès modern i democràtic després que el president, Pehr Evind Svinhufvud, segons l'opinió del tsar, no li havia mostrat prou respecte a l'obertura de la sessió parlamentària. La majoria dels finlandesos, inclosos la majoria dels parlamentaris, s'oposaven a la russificació, però no eren gens d'acord sobre la manera d'oposar-s'hi eficaçment.

## Resultats
|                     |                                |           |        |          |     |  |
| Partit              | Partit                         | Vots      | %      | Escons   | +/– |  |
|                     | Partit Socialdemòcrata         | 310,826   | 38.40  | 83 / 200 | 3   |  |
|                     | Partit Finlandès               | 205,892   | 25.44  | 54 / 200 | 4   |  |
|                     | Partit Jove Finlandès          | 115,201   | 14.23  | 26 / 200 | =   |  |
|                     | Partit Popular Suec            | 103,146   | 12.74  | 24 / 200 | =   |  |
|                     | Lliga Agrària                  | 51,756    | 6.39   | 10 / 200 | 1   |  |
|                     | Unió de Treballadors Cristians | 18,848    | 2.33   | 2 / 200  | =   |  |
|                     | Altres                         | 3,772     | 0.47   | 0 / 200  | =   |  |
| Total               | Total                          | 809,441   | 100    | 200      | =   |  |
|                     |                                |           |        |          |     |  |
| Vots vàlids         | Vots vàlids                    | 809,441   | 99.03  |          |     |  |
| Invàlids / en blanc | Invàlids / en blanc            | 7,896     | 0.97   |          |     |  |
| Vots totals         | Vots totals                    | 817,337   | 100.00 |          |     |  |
| Votants Registrats  | Votants Registrats             | 1,269,177 | 64.40  |          |     |  |
| Font: Mackie & Rose |                                |           |        |          |     |  |